# Регонг уметност
Регонг (или Ребгонг) уметност је специфичан правац ликовног изражавања развијен на Тибету. Осликава теме из тибетанског будизма. Обухвата више техника: тангка сликарство, скулптуру, гравуру, архитектуру и вез. Због своје јединствене естетике и традиције уметности регонг има значајну историјску и уметничку вредност у тибетанском будизму, народној уметности, архитектури итд.
Године 2009 Регонг уметност је уврштена на Унескову Репрезентативну листу нематеријалног културног наслеђа човечанства.

## Историја и регионална распрострањеност
Регонг уметност је традиционална уметност која се развила у 12. веку у будистичким манастирима на Тибету. Данас се њоме баве монаси и народни уметници, Тибетанци и припадници народа Ту, који живе у манастирима и селима смештеним дуж слива реке Лонгву у провинцији Ћингхај на западу Кине. Одржању и развоју ове уметности доприносе генерације уметника. Знања и вештине преносе се с колена на колено, формирајући тако оригиналну кинеску уметност, познату и признату широм света.

## Теме и технике
Теме које обухвата Регонг уметност углавном се базирају на будистичким причама, тибетанским историјским личностима, тибетанским легендама и еповима, али се бави и световним темама.
Слике регонга раде се у реалистичном стилу и карактерише их педантност и префињеност. Израда ових слика захтева изузетно квалитетне четкице, које обично праве сами уметници. Постоји око 40 врста ових четкица, од којих свака врши другачију функцију. Најтања четкица има само једну длаку. Користе се минералне боје живописне су, јарке и дуготрајне, а сликари их такође сами припремају. Производња тканина које се осликавају такође захтева савладавање сложених техника.

### Различити видови регонга
- Тангка или танка, су слике на платненим свицима. "Тангка" у дословном преводу и значи "нешто што се одмотава". Ове слике карактеристичне су за тибетанску културу. Осликавају се платна свих величина, од портрета који се могу размотати помоћу два штапа причвршћена на врху и дну платна, до веома великих, дизајнираних тако да, када се одмотају могу покрити зид или врата, дужине и десетине метара. Тангке углавном представљају мистичне симболе (мандала), божанства тибетанског будизма или Бона, као и портрете Далај Ламе. Ове слике имају важну улогу у процесу подучавања и медитације у тибетанском будизму.[1]
- Дуи таписерије или барбола су слике са животињским и биљним мотивима. У изради ових таписерија користи се пачворк техника, при чему се биљни и животињски облици изрезују од свилених тканина и спајају међусобно, на који начин се ствара рељефна текстура. Ове таписерије користите се за украшавање стубова или зидова.[3]
- Регонг скулптуре могу бити израђене од глине, дрвета, камена или цигле и украшавају храмове и домове. Израђују се и као рељефни панели који украшавају зидове, ормаре, столове за чај и др.[3]

## Регонг уметност данас
Технике регонг уметности се углавном преноси са родитеља на децу или са мајстора на шегрте, строго поштујући древне будистичке књиге о сликарству које дају упутства за цртање линија и фигура, подударање боја и дизајн шара. Карактеристична по изразито тибетанском будистичком религијском стилу и јединственим регионалним карактеристикама, уметности Регонг оличава духовну историју и традиционалну културу региона и остаје саставни део уметничког живота тамошњих људи.
Регонг уметност стиче све већу популарност, не само у Кини, већ широм света. Велика популарност доводи до тога да се тангка слике трансформишу од светог предмета у робу, са темама које фаворизује тржишна економија.